# Strade perdute
Strade perdute (Lost Highway) è un film del 1997 diretto da David Lynch. È una storia criminale inquadrabile nell'ambito del noir moderno, caratterizzata tuttavia da immaginario e tematiche surreali. La sceneggiatura è stata scritta dal regista insieme a Barry Gifford. La colonna sonora originale è stata composta da Angelo Badalamenti.

## Trama
Fred Madison, musicista jazz, risponde al citofono di casa sua e sente le parole «Dick Laurent è morto», ma la sua reazione mostra che questo misterioso messaggio non sembra dirgli nulla. Fred è sposato con Renée, ma sospetta che lei lo tradisca. Una mattina, la donna trova un pacco fuori dalla loro casa: al suo interno è presente una videocassetta che mostra una ripresa dell'esterno della loro abitazione. Bollata la videocassetta come "una pubblicità di qualche agente immobiliare", la coppia ne trova una seconda il giorno successivo. Questo filmato è più lungo del primo e mostra anche l'interno della villa: dal salotto la videocamera si sposta nella camera da letto, dove Fred e Renée stanno dormendo. La polizia non risulta in grado di risolvere il mistero, dal momento che non sembrano esserci serrature forzate in casa.
La stessa sera Renée porta Fred ad un party a casa di Andy, con il quale sembra evidente che Renée abbia una relazione. Mentre Renée si diverte con Andy, Fred incontra un uomo, identificato poi soltanto come "Uomo Misterioso" - un individuo dal pallore cadaverico che inizia una conversazione estremamente criptica con Fred (che ha già visto il volto dell'uomo precedentemente in un'allucinazione). L'Uomo Misterioso chiede a Fred di chiamare a casa propria, per dimostrargli che si trova lì nello stesso istante in cui gli è di fronte. Fred fa la chiamata con l'Uomo Misterioso che gli risponde al telefono, dimostrandogli di essere davvero a casa sua nello stesso momento in cui gli è davanti. Prima che Fred possa chiedergli spiegazioni sulla sua ubiquità e su come abbia fatto ad entrare in casa sua, l'Uomo Misterioso se ne va. Fred, turbato dall'incontro, chiede informazioni ad Andy, il quale gli rivela che l'Uomo Misterioso è amico di Dick Laurent.
Fred porta Renée a casa per controllare se è tutto a posto. La casa, che di giorno, con i suoi corridoi e muri obliqui, appare un capolavoro architettonico, diventa angosciante ed oscura di notte. Fred entra in un corridoio oscuro, lo percorre e scompare. La mattina dopo, Fred trova un'altra videocassetta sull'uscio di casa. Sembra identica all'ultima ricevuta, ma questa volta nel video è ripreso Fred sul pavimento della camera da letto accanto al corpo smembrato di Renée. Fred non capisce cosa stia accadendo e si ritrova in una stazione di polizia dove un detective lo sta picchiando, accusandolo di essere un assassino.
Fred viene incarcerato per l'omicidio di Renée - e condannato alla sedia elettrica - sebbene non riesca a ricordare di averlo commesso. In prigione soffre di un tracollo psico-fisico: è insonne, è affetto da continue emicranie e ha visioni dell'omicidio, di una casa in fiamme e dell'Uomo Misterioso. Durante una delle sue notti insonni, ha una strana crisi e, il mattino seguente scompare nel nulla. Al suo posto, in cella, viene trovato un giovane di nome Pete Dayton. La polizia è sbalordita, sconvolta e incerta su come abbia fatto Fred Madison ad evadere da una prigione di massima sicurezza e su come Pete Dayton sia finito nella sua cella. Poiché Pete non ha commesso nessun reato, viene rilasciato e torna a casa dai suoi genitori, ma viene seguito da una pattuglia della polizia, che lo tiene costantemente d'occhio.
Pete torna all'officina dove lavora come meccanico. Uno dei suoi tanti clienti è Mr. Eddy, un gangster del posto, che ha per lui una spiccata simpatia. Mr. Eddy invita Pete a fare un giro in macchina, in modo che lui possa capire dove sia il guasto. Una volta sistemato il motore, si rimettono in marcia. Durante la guida, un'automobile fa un sorpasso azzardato e Mr. Eddy, non digerendo il gesto poco rispettoso nei suoi confronti, insegue lo sventurato conducente, lo tampona e lo picchia a sangue, lasciandolo esanime sul ciglio della strada. Intanto i due poliziotti che pedinano Pete riconoscono in Mr. Eddy un altro uomo, Dick Laurent.
Laurent torna all'officina il giorno dopo, accompagnato da una ragazza bionda di nome Alice (con il volto identico a quello di Renée), che colpisce immediatamente Pete. La sera la ragazza lo va a trovare nell'officina stessa, questa volta da sola; i due cominciano a frequentarsi. Pete soffre di uno stress psicologico simile a quello che aveva afflitto Fred; non ha nessun ricordo dell'incidente che lo ha portato in prigione, inganna la sua fidanzata Sheila, che lo lascia, e viene avvertito, con tono minaccioso da Mr. Eddy, che sospetta ci sia una relazione tra lui e Alice. Alice rivela a Pete, in uno dei loro incontri, che, costretta da Laurent, è coinvolta in un giro di pornografia. Spiega anche di essere stata abbordata in un locale, lo "Smoke", lo stesso in cui Renée aveva incontrato Andy, con la promessa di trovare lavoro. Stanca di tutto questo, progetta di fuggire insieme a Pete. Il piano prevede di aggredire Andy, derubarlo, ed, infine, vendere la refurtiva ad un ricettatore amico di Alice, ottenendo così i soldi per iniziare la loro vita insieme.
Dopo aver ricevuto un'intimidazione omicida di Laurent al telefono - che include un breve inquietante monologo dell'Uomo Misterioso - Pete si reca nell'appartamento di Andy come da accordo, ma ha una colluttazione violenta con Andy e quest'ultimo rimane ucciso. Pete scappa assieme ad Alice con la refurtiva (non prima di avere la visione del tradimento di Alice). I due viaggiano in macchina nel deserto, dove Alice dice che si incontreranno col ricettatore. I due raggiungono una piccola casa (identica a quella sognata da Fred in cella), ma al suo interno non c'è ancora nessuno. I due fanno l'amore appassionatamente, ma all'apice del piacere Alice sussurra le parole "tu non mi avrai mai" all'orecchio di Pete, prima di alzarsi in piedi ed entrare all'interno della casa. Quando Pete si rialza, troviamo al suo posto Fred Madison. Fred entra nella casa, dentro cui si trova ora l'Uomo Misterioso, che gli confessa che quella donna non è Alice, ma sua moglie Renée.
Volendosi vendicare su Laurent per il suo coinvolgimento con Renée/Alice, Fred si reca all'hotel dove la coppia sta condividendo una stanza. Appena Renée/Alice lascia la stanza, Fred entra e picchia Laurent, per poi chiuderlo nel portabagagli della sua auto. Fred torna a guidare nel deserto, si ferma e apre il bagagliaio, ma Laurent balza fuori dal bagagliaio atterrandolo. Nella colluttazione tra i due provvidenziale è l'intervento dell'Uomo Misterioso, che mette un coltello nella mano di Fred, consentendogli di tagliare la gola a Laurent. Quindi, lo stesso Uomo Misterioso dà il colpo di grazia a Laurent, sparandogli, per poi sussurrare qualcosa all'orecchio di Fred, prima di sparire nel nulla. Fred torna poi alla sua casa, dove suona il citofono e, quando qualcuno apre il ricevitore, sussurra "Dick Laurent è morto". Allontanandosi da casa sua sopraggiunge una macchina della polizia che dà inizio ad un inseguimento stradale. Il film termina con Fred inseguito lungo un'autostrada da diverse auto della polizia. 
L'uomo ha un'altra crisi, simile a quella vissuta in prigione: comincia a muoversi convulsamente col volto che inizia a deformarsi, urla impotente fra i lampi di luce e infine tace, mentre i fari della macchina tracciano l'autostrada buia e la pellicola termina facendo posto ai titoli di coda.

## Colonna sonora
La colonna sonora di Strade perdute è stata prodotta da Trent Reznor, leader dei Nine Inch Nails e pubblicata per la Interscope Records. Include brani originali di Angelo Badalamenti, Barry Adamson, Trent Reznor, Marilyn Manson e Danny Lohner, assieme a brani di altri artisti, tra cui si segnalano Lou Reed, David Bowie e i Rammstein.
Le registrazioni delle composizioni di Badalamenti e Adamson si sono svolte principalmente a Praga, mentre alcune composizioni aggiuntive sono state registrate a Londra.
Responsabile del sound design è stato lo stesso Lynch, che si è servito di alcune delle numerose registrazioni sperimentali effettuate a Praga, di cui non aveva previsto l'uso se non durante la post-produzione. Durante queste sessioni ha registrato le musiche orchestrali, deliberatamente eseguite con corde fuori tono, attraverso dei microfoni inseriti all'interno di alcune bottiglie.

## Sceneggiatura
La sceneggiatura è stata pubblicata in italiano nel 1998 da Bompiani. È uscita fuori catalogo dopo pochi anni ed ora è di difficile reperibilità.

## Stile e influenze
Anche se Strade perdute viene generalmente classificato come pellicola neo-noir, il film prende in prestito elementi da altri generi, tra cui l'espressionismo tedesco e la nouvelle vague francese. I termini thriller psicologico e film horror sono stati utilizzati anch'essi per descrivere i suoi elementi narrativi. Tornando al classico noir, un altro elemento presente nel film di Lynch è quello della femme fatale (Alice Wakefield), che induce Pete Dayton a cacciarsi in situazioni pericolose. Il film è stato anche notato per la sua violenza e i temi sessuali. Lynch difese queste immagini, affermando di essere semplicemente onesto con le sue idee per il film. Alcuni elementi dell'opera fanno riferimento a opere precedenti: anche il film del 1945 Detour - Deviazione per l'inferno si concentra su un musicista di night club disturbato. L'ambientazione del film e i misteriosi messaggi registrati sono stati visti come un riferimento al film del 1955 Un bacio e una pistola, mentre la sua atmosfera da incubo è stata paragonata al cortometraggio Meshes of the Afternoon del 1943 di Maya Deren. Come nel film di Alfred Hitchcock del 1958 La donna che visse due volte, la pellicola esamina le ossessioni maschili verso le donne che rappresentano semplicemente le emozioni che li riguardano.

## Tematiche
La narrazione circolare del film è stata paragonata a un nastro di Möbius. Lynch l'ha descritta come una "fuga psicogena" e ha insistito sul fatto che, sebbene il film parli di "identità", è astratto e la sua interpretazione è lasciata al pubblico. Non è favorevole a proporre un'interpretazione specifica. Tuttavia, quando in un'intervista del 1997 gli fu chiesto se il personaggio di Pullman fosse "intrappolato in un loop temporale, condannato a ripetere i suoi omicidi e i suoi errori per sempre", Lynch rispose: «Beh, forse non per sempre, ma puoi capire come sarebbe difficile. Sì, è così». Acconsentì a un paragone con la concezione buddista della reincarnazione, spiegando che "è un frammento della storia. Non è tanto un cerchio quanto una spirale che gira, il giro successivo un po' più in alto di quello precedente".
Gifford, a differenza, ha sostenuto una spiegazione razionale degli eventi surreali del film. Secondo lui, Fred Madison sta vivendo una vera e propria fuga psicogena, un crollo mentale che si manifesta quando si trasforma in Pete. Arquette ha descritto la propria interpretazione: «Per me è una specie di film che guarda le donne attraverso gli occhi di un misogeno... quindi è totalmente ossessionato da lei, non può amarla abbastanza, non può averla abbastanza per sé, non può ucciderla abbastanza volte». In seguito aggiunse: «Lui odia le donne, Non si fida completamente di lei, nonostante sia sua moglie. La uccide ma non riesce a ricordarsene, poi si ricrea come questo giovane virile e la incontra di nuovo. E ora, lei vuole davvero scoparlo ed è innamorata di lui. Ma anche in questa versione, è una lurida puttana. Nella mente di quest'uomo, una donna è sempre il mostro. Non importa cosa sia».
Jeremiah Kipp di Slant Magazine definì il film  "l'incarnazione di un'ansia maschile", e attribuì la tiepida accoglienza riservata alla pellicola al fatto che "per qualche ragione culturale è più facile per il pubblico accettare l'isteria femminile rispetto alle insicurezze degli uomini". Kipp ha osservato che la maggior parte dei critici ha interpretato il film come riguardante la "distorsione e la riformulazione della memoria". Il filosofo e critico Slavoj Žižek ha considerato la circolarità della narrazione come analoga a un processo psicoanalitico: «C'è una frase chiave sintomatica ["Dick Laurent è morto"] (come in tutti i film di Lynch) che ritorna sempre come un messaggio insistente, traumatico e indecifrabile (il Reale), e c'è un ciclo temporale, come con l'analisi, dove il protagonista all'inizio non riesce a incontrare se stesso, ma alla fine è in grado di pronunciare come suo il sintomo consapevolmente». Inoltre, interpretò la struttura bipartita del film come lo sfruttamento "dell'opposizione di due orrori: l'orrore fantasmatico dell'universo noir da incubo del sesso perverso, del tradimento e dell'omicidio, e la disperazione (forse molto più inquietante) della nostra monotona e alienata vita quotidiana fatta di impotenza e sfiducia.
Il film, scrive Marcos Uzal su Cahiers du cinéma, è parte dell'opera del regista dove il sogno hollywoodiano si trasforma in incubo per le sue dive ben prima che l'affaire Weinstein portasse alla luce alcune ombre di quell'ambiente. Quando questo esplose, Lynch, che da Blue Velvet a Inland Empire passando per Lost Highway aveva filmato violentemente la brutalità di cui le donne possono essere vittime, ebbe modo di dichiarare che quell'avvenimento avrebbe aperto la via ad una nuova era.

## Produzione

### Sviluppo

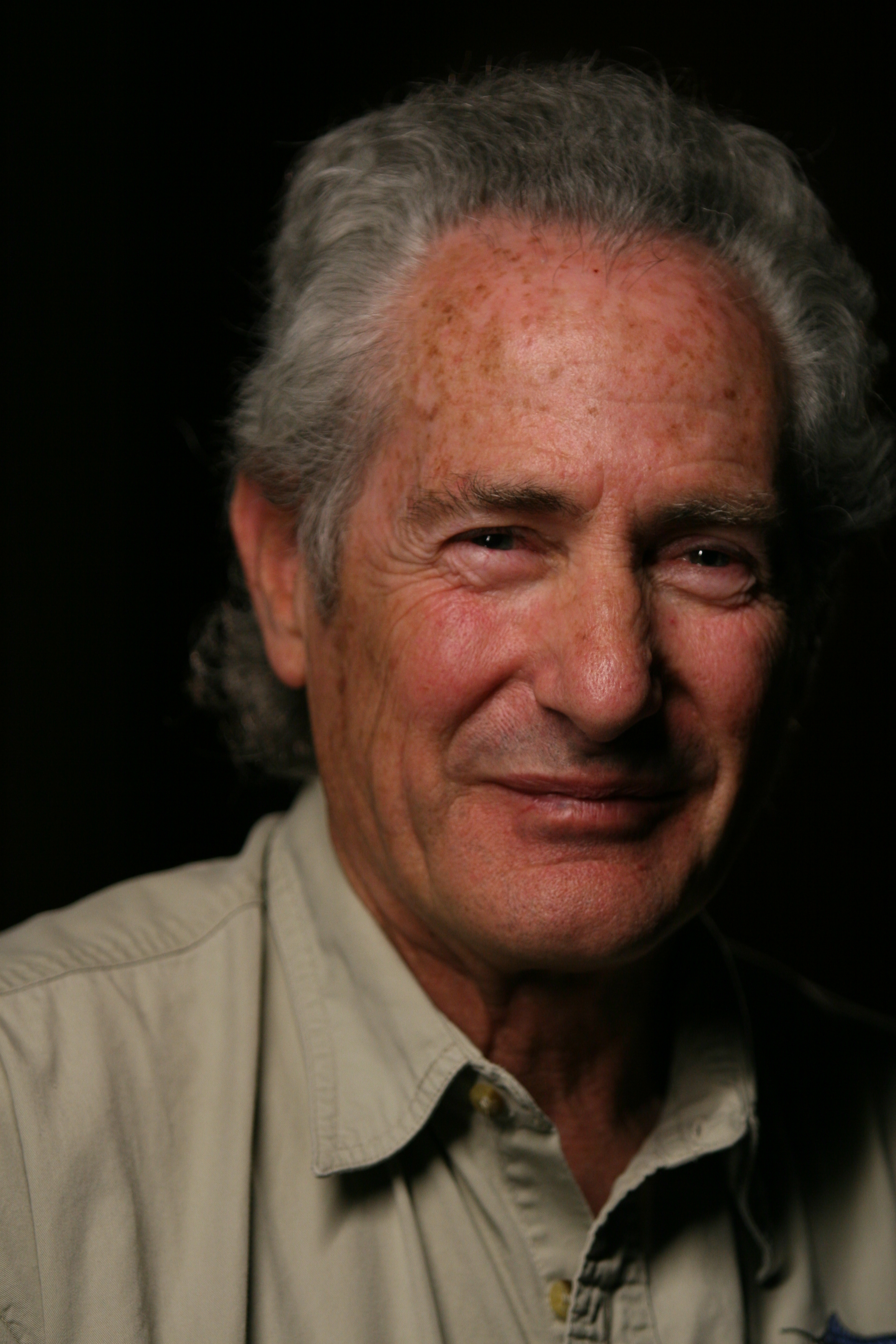
Barry Gifford scrisse insieme a Lynch la sceneggiatura

Strade perdute fu il primo film diretto da David Lynch dopo Fuoco cammina con me (1992), prequel della serie televisiva I segreti di Twin Peaks (1990–1991). Egli si imbatté nelle parole "lost highway" nel libro Night People (1992) di Barry Gifford. Poiché Lynch conosceva bene lo scrittore e aveva già adattato il suo romanzo Cuore selvaggio nell'omonimo film, gli disse che la frase era un buon titolo per un film. I due decisero di scrivere la sceneggiatura insieme, ognuno avendo le proprie idee su come il film dovesse essere. Quindi Lynch disse a Gifford che, durante l'ultima notte di riprese di Fuoco cammina con me, aveva pensato a delle videocassette e a una coppia in crisi. Questa idea si sviluppò nella prima parte del film, fino a quando Fred Madison finisce nel braccio della morte. Lynch e Gifford poi si resero conto che doveva avvenire una trasformazione nella trama e si sviluppò un'altra storia, che avrebbe avuto diversi collegamenti con la prima ma anche diverse diramazioni. Ci volle un mese per terminare il copione.
Strade perdute fu parzialmente ispirato dal processo a O. J. Simpson e alla sua capacità di tornare alla vita normale in seguito: "Quando Barry Gifford e io stavamo scrivendo la sceneggiatura di Strade perdute, ero quasi ossessionato dal processo a O.J. Simpson. Io e Barry non ne parlammo mai esplicitamente, ma credo che il film sia in qualche modo connesso a quella vicenda", disse Lynch. La scena iniziale del film, dove Fred Madison ascolta le parole "Dick Laurent è morto" al citofono, si ispira ad un analogo episodio successo a Lynch a casa sua. Poiché la sua casa era accanto a quella dell'attore David Lander ed entrambi gli uomini avevano lo stesso nome, Lynch pensò che lo sconosciuto dovesse essersi sbagliato sull'indirizzo. L'idea del "tizio misterioso" nasceva dalla sensazione di un uomo che, reale o no, dava l'impressione di "essere soprannaturale", spiegò Lynch. Il film venne finanziato dalla casa di produzione francese Ciby 2000. L'Asymmetrical Productions di Lynch, i cui uffici erano vicino a casa sua sulle Hollywood Hills, fu anch'essa coinvolta nella produzione della pellicola.

### Casting
Lynch scritturò Bill Pullman, suo amico e vicino di casa, come personaggio centrale del film. L'attrice Patricia Arquette accettò il doppio ruolo di Renée e Alice perché era interessata a ritrarre una donna sessualmente desiderabile e pericolosa, una parte che non aveva mai recitato prima. Era inoltre anche una fan di Lynch da molto tempo e sentiva che sarebbe stato un onore lavorare con lui. Balthazar Getty fu scelto per il ruolo di Pete Dayton dopo che Lynch vide una sua foto in una rivista. Poiché la sceneggiatura era così aperta all'interpretazione, Getty e Arquette non sapevano che tipo di film dovesse essere Strade perdute. Secondo Getty: "Parte della tecnica di David è quella di tenere i suoi attori con il fiato sospeso, perché crea una certa atmosfera sul set."
L'attore Robert Blake fu scelto per il ruolo dell'"uomo misterioso" perché a Lynch piacevano i suoi lavori precedenti ed era sempre stato interessato a lavorare con lui. Sebbene Blake non capisse affatto la sceneggiatura, fu responsabile dell'aspetto e dello stile del suo personaggio. Quando Lynch gli disse di usare la sua immaginazione, Blake decise di tagliarsi i capelli corti, di farsi la riga in mezzo, di radersi le sopracciglia e di applicarsi un trucco Kabuki bianco sul viso. Poi indossò un abito nero e si avvicinò a Lynch, che apprezzò molto ciò che aveva fatto. Robert Loggia, che in precedenza aveva espresso interesse a interpretare il ruolo dello psicopatico Frank Booth in Velluto blu, fu scritturato come Mr. Eddy e Dick Laurent. Lynch ha ricordato che, dopo aver appreso della scelta di Dennis Hopper per il ruolo di Booth, Loggia gli aveva lanciato un'invettiva piena di parolacce, che alla fine sarebbe diventata la scena di rabbia durante l'incidente stradale del signor Eddy. Strade perdute include anche l'ultima apparizione sugli schermi di Richard Pryor.

### Riprese e montaggio

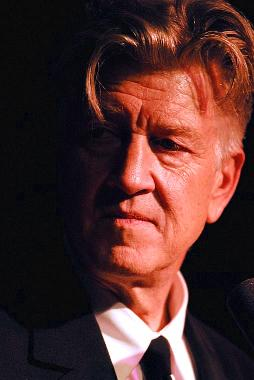
Originariamente, Lynch avrebbe voluto girare Strade perdute in bianco e nero

Strade perdute fu girato a Los Angeles, California, in 54 giorni, dal 29 novembre 1995 al 22 febbraio 1996. Alcuni degli esterni del film e le scene in auto furono girate nel Griffith Park mentre le scene al Lost Highway Hotel furono filmate presso l'Amargosa Opera House and Hotel nella Valle della Morte. Lynch possedeva la proprietà che è stata utilizzata come villa per Fred e Renee, che si trova sulla stessa strada della sua casa sulle colline di Hollywood. La casa fu configurata in modo particolare per soddisfare le esigenze del film. Venne aggiunto un corridoio che conduce alla camera da letto e la facciata fu ristrutturata con finestre a fessura per limitare notevolmente il punto di vista di Fred. I dipinti che si trovano sulla parete sopra il divano sono stati realizzati dall'ex moglie e produttrice di Lynch, Mary Sweeney.
Le scene di nudo e di sesso si rivelarono molto difficili per Arquette, che si considera una persona modesta e timida. Tuttavia, si sentì protetta da Lynch e dalla troupe cinematografica, che le davano sempre delle vesti per coprirsi in qualsiasi momento. La scena d'amore tra lei e Getty nel deserto, che fu girata sul letto di un lago asciutto a 20 miglia da Baker, California, era un set chiuso e solo una parte ristretta della troupe era autorizzata ad accedervi. La sequenza in cui Fred si trasforma in Pete non è stata generata al computer, ma è stata realizzata con tecniche in-camera: un esperto di trucco ha costruito una testa finta ricoperta di materia cerebrale artificiale, che è stata poi intervallata da inquadrature di Pullman. L'inseguimento finale in auto è stato girato con due telecamere diverse, a frame rate diversi. Il filmato è stato poi accelerato per rendere la scena più aggressiva e veloce.
Lynch lavorò con il direttore della fotografia Peter Deming per dare al film un aspetto surreale. Poiché la sceneggiatura non includeva molte descrizioni, l'approccio visivo del film si è evoluto con l'avanzare delle riprese. Deming occasionalmente tirava fuori le lenti della sua macchina da presa per mettere a fuoco una scena particolare, mentre Lynch ascoltava spesso la musica nelle cuffie e una scena contemporaneamente per visualizzare la sceneggiatura. Secondo lui, "suono e immagine che lavorano insieme sono ciò che sono i film [...] Quindi ogni singolo suono deve supportare quella scena e ampliarla. Una stanza è, diciamo, di 9x12, ma quando introduci il suono, puoi creare uno spazio gigantesco."
Originariamente, Lynch voleva girare Strade perdute in bianco e nero, ma l'idea fu scartata a causa dei rischi finanziari che avrebbe potuto comportare. Tuttavia, il film è stato girato in vari livelli di oscurità e presenta poche scene diurne. Alcune sequenze diventarono così scure che era difficile per gli spettatori capire cosa stesse succedendo. Secondo Deming: "Volevo dare la sensazione che qualsiasi cosa potesse emergere dallo sfondo e lasciare un certo interrogativo su ciò che si sta guardando. Il film si sta sviluppando sotto la superficie mentre lo si guarda". L'oscurità del film è stata intenzionalmente mantenuta in post-produzione. La prima versione del film durava due ore e mezza. Al montaggio, la durata finale del film fu ridotta a due ore e dieci minuti. La maggior parte delle scene eliminate riguardavano la vita di Pete, inclusa una scena in cui Pete usciva con gli amici per andare al drive-in prima di andare al bowling.

## Accoglienza

### Incassi
Strade perdute uscì in Francia il 15 gennaio 1997. Il film ebbe la sua anteprima nordamericana nel gennaio 1997 al Sundance Film Festival di Park City, nello Utah. Venne poi distribuito in un numero limitato di sale cinematografiche il 21 febbraio 1997, incassando quasi 213.000 dollari nel weekend al botteghino statunitense. Distribuito una settimana dopo in 212 sale, dopo una modesta programmazione di tre settimane, incassò 3,7 milioni di dollari in Nord America. Nel complesso, il film ha incassato quasi 3,8 milioni di dollari in tutto il mondo.

### Critica
Alla sua uscita nelle sale, Strade perdute fu accolto da recensioni contrastanti da parte della critica cinematografica. Gene Siskel e Roger Ebert diedero al film "due pollici versi", un giudizio che Lynch avrebbe in seguito definito "due grandi ragioni in più per vedere Strade perdute". Ebert sostenne che, sebbene Lynch metta efficacemente le immagini sullo schermo e utilizzi una colonna sonora forte per creare atmosfera, il film non ha senso, concludendo che Lost Highway "riguarda il design, non il cinema". In maniera simile, Kenneth Turan del Los Angeles Times scrisse che Lost Highway è "un film splendidamente realizzato ma emotivamente vuoto" che "esiste solo per la sensazione dei suoi momenti provocatori". Lietta Tornabuoni su L'Espresso scrisse: "Strade perdute è un esempio estremo di quel cinema decostruito, destrutturato, che viola le regole romanzesche, i meccanismi causa-effetto, la logica razionale, tentando invece d'andare in cerca di mistero, di suscitare emozioni e ansia, di moltiplicare analogie ed enigmi. Lynch non è certo il solo in questa ricerca, che ricorda quella intrapresa tanti anni fa da Jean-Luc Godard: sono come lui Terry Gilliam, Tsai Ming-liang, altri. Le loro opere possono entusiasmare oppure risultare insopportabili: certo sono le uniche estranee al pensiero commerciale, le uniche a proporsi di creare un cine-linguaggio adeguato al proprio tempo, a voler rispecchiare il caos contemporaneo". Sia Stephanie Zacharek di Salon sia Owen Gleiberman di Entertainment Weekly ritennero che il film fosse superficiale, soprattutto se paragonato a Blue Velvet. Zacharek scrisse che Lynch "ha barattato parte della sua inquietante originalità per una formula noir e una ripugnante stranezza", mentre Gleiberman paragonò le scene di sesso nel film a quelle dei "mediocri thriller hollywoodiani".
In una recensione più positiva, la giornalista del New York Times Janet Maslin ritenne che, mentre la perversità del film è poco originale e assomiglia a quella di Velluto blu, Strade perdute "mantiene comunque un suo sinistro interesse" e "invita il pubblico a riflettere". Il redattore della Metro Richard von Busack elogiò Strade perdute come un "vero horror" a causa della sua sceneggiatura confusa e sgradevole. Egli spiegò che l'horror "dovrebbe trascendere la logica e la realtà ordinaria" e, a differenza di film horror popolari come Scream (1996), dove la differenza tra la violenza sullo schermo e la violenza reale è ovvia, Lynch "presenta l'orrore come orrore, disposto a confonderci, disposto a ferirci". In un'altra recensione positiva, Andy Klein del Dallas Observer ha ritenuto che Strade perdute fosse un ritorno in piena forma per Lynch e lo considerava il suo miglior lavoro da Velluto blu. Recensendo il film per Il Messaggero, Fabio Ferzetti scrisse: "Strade perdute è quasi un capolavoro. Purché abbiate voglia di stare al gioco, lasciando a casa logica e raziocinio. [...] Nella maestria millimetrica della messinscena (gesti, luci, tempi, sguardi), nell'ambiguità totale, infernale, del non-racconto (ogni film di Lynch è una discesa all'Inferno), nelle improvvise vampate di humour che curiosamente non scalfiscono ma potenziano l'incubo."
Agli Stinkers Bad Movie Awards del 1997, Strade perdute fu candidato come "peggior film" e "peggiore regia", ma perse in favore di Batman & Robin in entrambe le categorie.
Con il passare degli anni, Strade perdute ha attirato retrospettivamente sia elogi della critica che interesse accademico. Sull'aggregatore di recensioni Rotten Tomatoes, il film ha un indice di gradimento del 69% basato su 62 recensioni da parte di critici professionisti, con una valutazione media di 6,7/10. Il consenso critico del sito web recita: "Segnando un'ulteriore escalation nello stile surrealista di David Lynch, Strade perdute è un mistero inquietante che probabilmente porta a un vicolo cieco, sebbene sia caratterizzato da alcune delle immagini più inquietanti del regista". Su Metacritic, il film ha un punteggio di 53 su 100 basato su 21 recensioni. Strade perdute ha ricevuto cinque voti nel sondaggio del 2012 dei critici di Sight & Sound sui più grandi film di tutti i tempi, classificandosi al 323° posto.